# Aleksandr Karpinski

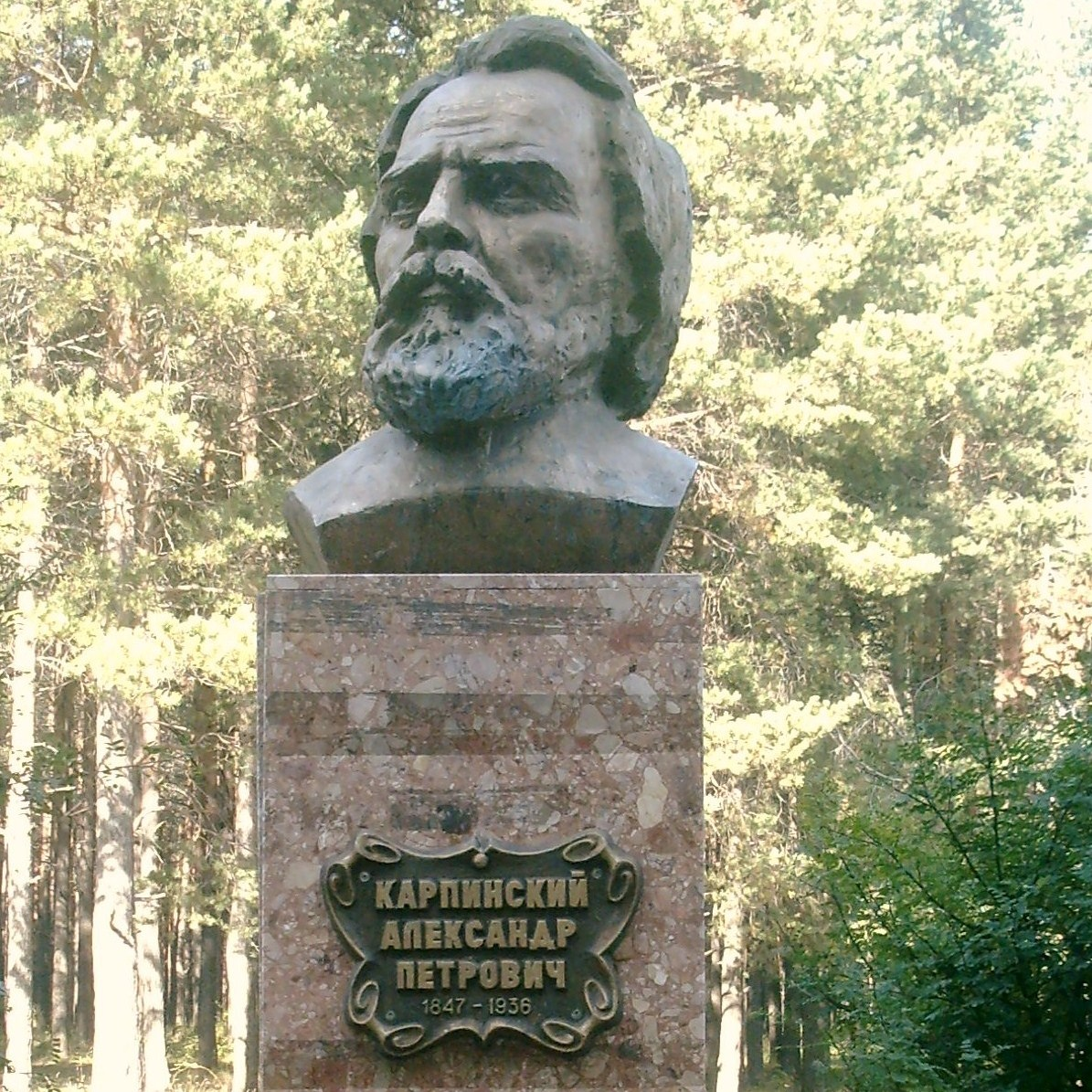
Popiersie Aleksandra Karpinskiego w mieście nazwanym jego imieniem

Aleksandr Pietrowicz Karpinski (ros. Александр Петрович Карпинский; ur. 26 grudnia 1846?/7 stycznia 1847 w Turjinskich Rudnikach, zm. 15 lipca 1936 w Udelnaj, obwód moskiewski) – rosyjski geolog, petrograf i paleontolog. Prezydent Petersburskiej Akademii Nauk, a później Akademii Nauk ZSRR. Karpiński był czynny naukowo przez 78 lat, w czasie których napisał ponad 500 publikacji naukowych.

## Nagrody i wyróżnienia
- Order Aleksandra Newskiego (1916)
- Order Orła Białego (Imperium Rosyjskie)
- Order Świętego Włodzimierza II i III klasy
- Order Świętej Anny I i II klasy
- Order Świętego Stanisława (Imperium Rosyjskie) I i II klasy
- Komandor Orderu Gwiazdy Polarnej
- Komandor Orderu Korony Rumunii
- Wielka Wstęga Orderu Świętego Skarbu
- Order Królewski Korony
- Medal Wollastona (1916)
- Nagroda Cuviera

## Ważniejsze prace
- Matieriały dla izuczenija sposobow pietrograficzeskich isledowanij (1885, tłum. Materiały dla studiowania sposobów badań petrograficznych)
- Szkic pokładów kopalnianych w Rosji Europejskiej i na Uralu